# Leïla Slimani
Leïla Slimani, född 3 oktober 1981 i Rabat i Marocko, är en marockansk-fransk journalist och författare.
År 2016 tilldelades hon Goncourtpriset för sin roman Vaggvisa.

## Biografi
Leïla Slimani är dotter till den marockanske ämbets- och bankmannen Othman Slimani (1941–2004) och den fransk-marockanska läkaren Béatrice-Najat Dhobb Slimani och har två systrar. Hon växte upp i Rabat, men flyttade till Paris 1999 vid 17 års ålder för att studera mediekunskap och statsvetenskap vid Sciences Po i Paris och senare ekonomi på ESCP Europe i Paris. Hon har från 2008 arbetat som journalist på Jeune Afrique i Paris, sedan 2012 på frilansbasis. 
Hon romandebuterade 2014 med Dans le jardin de l’ogre ("I monstrets trädgård"). År 2016 fick hon Goncourtpriset för sin andra roman Chanson douce ("Vaggvisa"), en psykologisk thriller som omedelbart efter utgivningen fick höga försäljningssiffror.
Hon utsågs i november 2017 av president Emmanuel Macron till "hans personliga representant" för att främja La Francophonie.
Hon gifte sig 2008 med en finansman och har två barn.